# 尤尼蒂 (緬因州)
尤尼蒂（英語：Unity）是一個位於美國緬因州瓦多縣的鎮。

## 人口
根據2020年美國人口普查的數據，尤尼蒂的面積為107.12平方千米，當中陸地面積為102.05平方千米，而水域面積為5.07平方千米。當地共有人口2292人，而人口密度為每平方千米21人。